# Solontsovo
Solontsovo (en rus: Солонцово) és un poble (un possiólok) de l'óblast de Saràtov, a Rússia, segons el cens del 2019 tenia 45 habitants. Pertany al districte municipal d'Engels.